# 橋本凝胤
橋本 凝胤（はしもと ぎょういん、1897年4月28日 - 1978年3月25日）は、法相宗の僧侶で仏教学者。奈良・薬師寺元管主、法相宗管長。「20世紀最後の怪僧」「昭和の怪僧」の異名を持つ。

## 生涯
奈良県生駒郡平群村（現在の平群町）に生まれる。本名は東丈太郎。法隆寺の佐伯定胤に唯識を学び、その意向で後継者のいなかった薬師寺に入る。生涯肉食妻帯せず、厳格な仏教僧として活躍する。有名な尼僧が訪ねてきても絶対に寺に入れさせず、その手土産にも口をつけなかった。
あるとき弟子の高田好胤がよその家に呼ばれて、レコードで浪曲の「清水港は鬼より怖い、大政・小政の声がする」というくだりを耳にして、薬師寺にはもっと怖い鬼（橋本凝胤）がいると思ったという。夕食後読経の練習のとき居眠りすると火箸でたたかれたり、深夜に外に追い出された高田が怖さに泣くと「安眠妨害じゃ！訴えるぞ！」と叱った。しかし、一方で遠足、運動会などのときに弁当を作るような愛情も持っていたという。
朝4時には起床。6時から8時まで弟子に講義をし、昼は外出しても夜は必ず寺に戻り、弟子を教育する。ある朝6時、誰も弟子が来ていなかったが一人で講義を始めていたという。その結果多くの弟子を育てた。
仏教学者としては、「大正新脩大蔵経」編纂に参画した。中国を遍歴、チベット仏典を収集、請来する。奈良県文化財保護や、インドに日本寺建立のため尽力した。インドのブッダガヤに仏塔を建立。
経済界や政界とは交流が深く、政治家では大野伴睦と親交があったほか、佐藤栄作とも交流があった。財界では「電力の鬼」といわれた松永安左エ門、阪急社長の小林一三と交流があった。こうした政財界との交流の結果、遅遅として進まなかった平城宮跡の国有化を実現に導いた。

## 略歴
- 1904年、法隆寺に入山。出家。
- 1905年、薬師寺に移住。
- 東京帝国大学文学部印度哲学科卒業。
- 1939年、薬師寺管主。
- 1940年、法相宗管長。
- 1967年、管主を引退し、薬師寺長老。高田好胤が後を継ぎ、共に金堂や西塔の再建に取り組む。
- 1978年、死去。

## エピソード
- 昭和の世に天動説を説き、週刊朝日誌上で徳川夢声と激論を交わした。天動説でも何も不自由しないという考え方で、現代文明に対する批評とも受け取られた[1]。
- 戦後薬師寺の仏像をアメリカが賠償に持ってゆくという噂が広がった。弟子の高田好胤が、「そうなったらお堂に火をつけて自分は腹を切って死ぬ」というと、凝胤は「わしは仏さんについてアメリカへでも何処へでも行き給仕する」と言った。
- 薬師寺が貧乏寺だったので高田好胤が学校の先生になって寺の財政を助けようとしたら、「食うていけなんだら、食わんといたらええ」と言った。
- 生命科学者の柳沢桂子は原因不明の難病で寝込んでいるとき、橋本の『人間の生きがいとは何か』の一節「われわれは人のために生きているのではない」という言葉を読んで回心的体験をした。
- 唯識論の解釈をめぐって、テレビの生放送中に梅原猛と大激論を交わす。
- 山田法胤現管主が高校生であったとき、けんかに巻き込まれ破門寸前になったときには、「１年間口をきいてくれなかった」（朝日新聞2009年8月18日「ひと」欄）。
- 橋本はスプートニク打ち上げのテレビ中継を報告に来た新聞記者の青山茂に「お前もとうとうソ連やアメリカの陰謀にはめられたな。テレビで見たいうけど、テレビで見たのがみなほんまやと思とるのか。テレビの向こう何もないやないか。実際に経験して見たこというとんやないやろ。ブラウン管に映ったり新聞に載ったりすることだけ信じてるのやが、そんなん、わしは信じやへん。」と戒めた。後年青山は「科学や教えられた事以外に別の世界があるぞ。と教えてくれのかも知れません。」と述懐している。
- アメリカから帰国後、橋本は「アメリカちゅう国は文明の非常に進んだ国やとばかり聞いとったけど、文明進みすぎよったで。あそこの亭主ら、かわいそうに。みな運転手になり下がってしまいよった。日本もいずれそうなるんとちゃうか。」と予言した。
- 薬師寺の伽藍再興に力を入れ、弟子の高田や宮大工の西岡常一らに多くの薫陶を施し、高僧として晩年も尊敬を集めた。
- 1970年、伽藍再建の要請に、体力の衰えを感じていた西岡は断るつもりで橋本の元にむかったが、橋本は涙を浮かべながら「ツネ、頼む。このとおりや。やってくれ。」と畳に頭を擦り付けて懇願したため、感動した西岡は引き受けざるを得なかった。

## 弟子
高田好胤、松久保秀胤 、安田暎胤、山田法胤、村上太胤

## 著書
- 『救世観音』観音全集　有光社、1940
- 『仏教教理史の研究』（全国書房、1944年）
- 『人の心・仏のこころ』（誠信書房、1961年）
- 『般若心経講話』（誠信書房、1962年）
- 『心の安らぎ』（春秋社、1966年）
- 『仏教の人間観』（講談社現代新書、1969年）
- 『彼岸に帰る』（春秋社、1969年）
- 『人間の生きがいとは何か』（講談社現代新書、1970年）
- 『変らざるもの』（筑摩書房、1972年→誠信書房、1982年）
- 「菩薩」（薬師寺出版）
- 『信ずるとは何か 恒に転ずること暴流の如し』（芸術新聞社、2011年）

### 編
- 『奈良の上代文化』（全国書房、1944年）

## 註
1. ↑  この対談は『徳川夢声の問答有用（1）』（朝日文庫）に再録されている。